# 大阪大学工業会

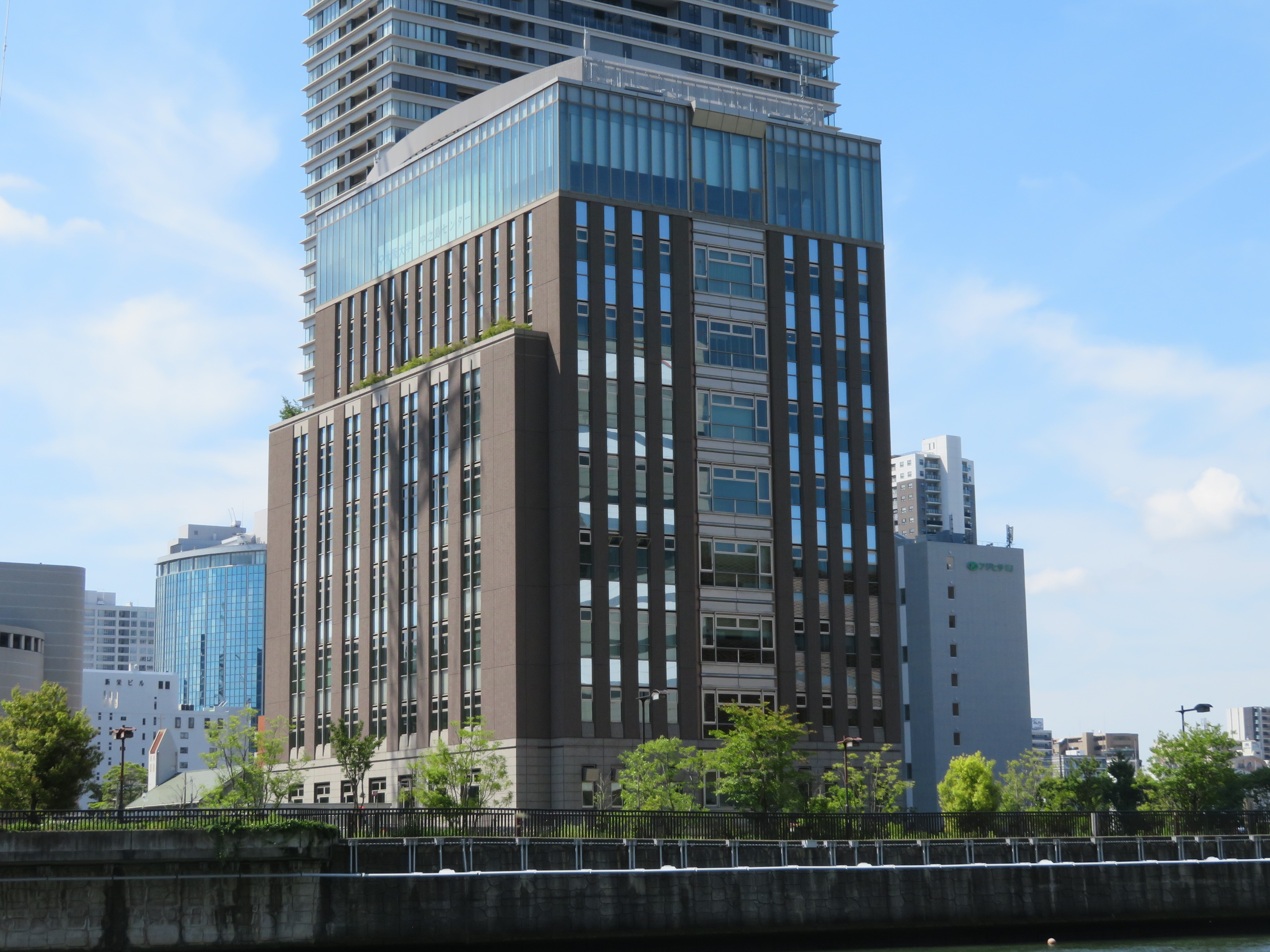
大阪大学中之島センター

一般社団法人大阪大学工業会（おおさかだいがくこうぎょうかい）は、大阪大学工学部と同大学院工学研究科の在学生、卒業生を母体とする同窓会組織。通称「阪大工業会」（はんだいこうぎょうかい）。

## 概要

### 本部所在地
大阪市北区中之島4-3-53　大阪大学中之島センター2階

### 役員
会長
- 鈴木胖（1958年卒）：元大阪大学工学部長

副会長
- 藤井宏一（1951年卒）：藤井金属化工株式会社 取締役社長
- 北田幹夫（1953年卒）：

理事20名、監事3名、評議員78名

### 会員数
約4万名（学生会員も含む）

### 支部組織
大阪支部、東京支部、岡山支部、徳島支部、高知支部

## 沿革
- 1915年（大正4年）7月：大阪高等工業学校の同窓会「玉江会」が創設。機関誌「玉江会々誌」発刊。
- 1919年（大正8年）3月：同窓会「大阪工業倶楽部」が全卒業生を結集して発足。同窓会誌「大阪工業倶楽部」創刊。
- 1923年（大正12年）：大阪工業会館が学内（東野田）に建設される。
- 1971年（昭和46年）3月：大阪工業倶楽部を解消し、発展させた「社団法人大阪大学工業会」が文部省に認可されて設立。
- 1973年（昭和48年）5月：大阪大学工業会館が吹田市藤白台に竣工。
- 1984年（昭和59年）1月：本部を近鉄堂島ビルに移転。
- 2005年（平成17年）2月：本部を大阪大学中之島センターに移転。